# Promontorio di Punta Ala
Il promontorio di Punta Ala è un promontorio situato in provincia di Grosseto, in Maremma, nel territorio comunale di Castiglione della Pescaia, che si eleva tra Punta Ala a nord-ovest e la località Rocchette a sud-est. Presso la frazione di Punta Ala, è fronteggiato a sud-ovest dall'isolotto dello Sparviero, che è preceduto nel braccio di mare antistante da una serie di scogli affioranti denominati scogli Porchetti; sia l'isola che gli scogli ne costituiscono l'estrema appendice e, assieme al promontorio, delimitano a sud-est il golfo di Follonica.

## Collocazione geografica
Il promontorio, al pari delle vicine e più settentrionali Bandite di Scarlino, è da considerarsi una delle due appendici occidentali di Poggio Ballone, massiccio collinare che costituisce l'estremità meridionale delle Colline Metallifere grossetane. Presso la località di Punta Ala chiude a sud la lunga spiaggia di Capanna Civinini, mentre presso Rocchette delimita ad ovest la pineta di Roccamare. Raggiunge la sua massima altezza a 350 metri s.l.m. sulla cima denominata Poggio Peroni.
Il promontorio è caratterizzato da coste alte e rocciose, a tratti anche frastagliate ed accessibili praticamente soltanto via mare. Tra le calette sono da segnalare, procedendo da nord-ovest a sud-est, cala Torre Troia, cala Tartanella e cala Galera: quest'ultima conferisce la denominazione alla soprastante torre di Cala Galera, situata sulla vetta del promontorio, da cui era possibile comunicare sia con il forte delle Rocchette verso sud che con il castello di Punta Ala verso nord. Le tre fortificazioni, assieme alla torre Hidalgo di punta Ala che è ubicata sulle ultime pendici settentrionali, sono situate tutte quante lungo il promontorio.
Le pendici del promontorio sono caratterizzate dalla presenza di arbusti ed alberi tipici della macchia mediterranea, oltre a numerosi esemplari di querce da sughero e palme nane (queste ultime sul versante esposto verso il mare).